# Prieuré de Saint-Donain
L'ancien prieuré de Saint-Donain se trouvait sur le territoire actuel de la commune de Marolles-sur-Seine.

## Histoire
Il dépendait de l'Abbaye Saint-Victor de Paris.
Il fut vendu comme bien national lors de la période révolutionnaire.
Adolphe Vuitry en fut propriétaire. Il y est mort le 23 juillet 1885.